# جيري (نيويورك)
جيري (بالإنجليزية: Gerry, New York)‏ هي بلدة أمريكية تقع في الولايات المتحدة في مقاطعة تشاتاقوا، نيويورك. يقدر عدد سكانها بـ 1,905 نسمة ومساحتها 93.7 كم2 وترتفع عن سطح البحر 513 متر.